# Coereba flaveola
El platanero (Coereba flaveola) es una especie de ave paseriforme de la familia Thraupidae, la única perteneciente al género Coereba. Anteriormente estuvo situada en su propia familia Coerebidae y más recientemente en incertae sedis. Es natural de la América tropical (Neotrópico), desde México y las Antillas, por América Central y del Sur, hasta Argentina. Es un visitante raro de la Florida, en Estados Unidos. En Cuba también es rara, aunque probablemente ya sea residente.

## Descripción

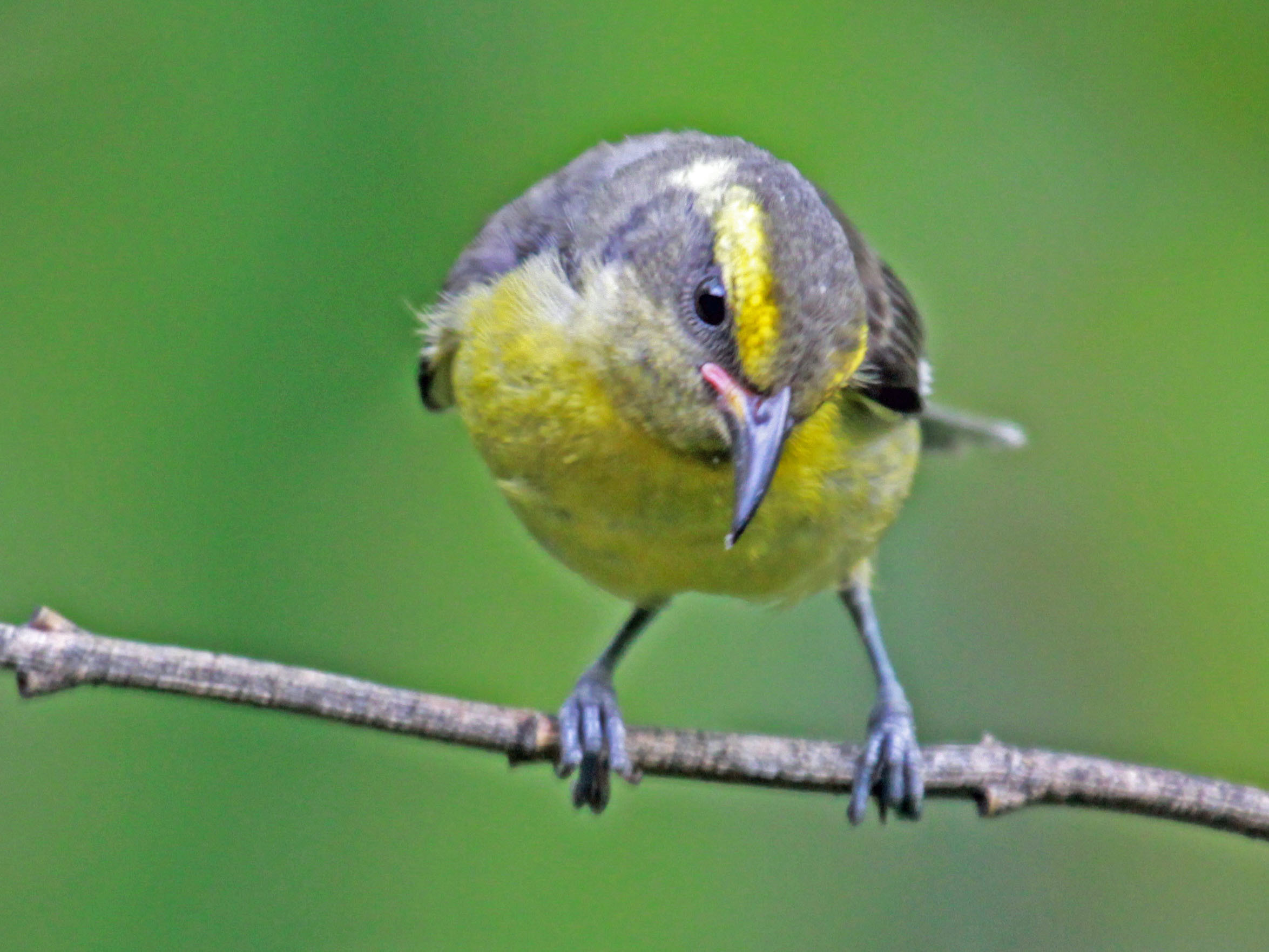
Ejemplar juvenil, más opaco y con lista superciliar y garganta amarillas.

Mide unos 11 cm de longitud. Ambos sexos son similares. Las partes dorsales de alas y la espalda son de color gris oscuro y en la coronilla se vuelve negra, la rabadilla es amarilla. Tiene una lista superciliar blanca notoria, y otra negra al nivel del ojo. La garganta es blanca, el pecho es amarillo, y las demás partes inferiores son blanco amarillentas. El inmaduro es más opaco y tiene la banda superciliar amarillenta.
El pico  negro oscuro, de comisuras rojas, delgado y curvo, adaptado para tomar néctar de flores. Algunas veces perfora las flores por un lado, tomando el néctar sin polinizar la planta. No puede suspenderse en vuelo quieto como los colibríes, por lo que siempre debe posarse mientras se alimenta. Se alimenta mayormente de cambures (Musa sp.), mangos (Mangifera indica) y papaya o lechoza (Carica papaya). También se alimenta de frutos e insectos. A menudo visita los jardines y puede resultar muy confiado. El apodo de ‘ave azucarera’ le viene de su apetencia por azúcar en grano dispensada en pozuelos o alimentadores de aves, lo que resulta un método común para atraer aves nectarívoras de los géneros Coereba, Dacnis y otros parecidos de lo que antes se consideraba Coerebidae, todas referidas como ‘aves azucareras’.
Las poblaciones que viven en las islas de Granada y San Vicente divergen de las de otras poblaciones antillanas por tener la espalda negra.
Existe una considerable variación geográfica, las aves norteñas de Sudamérica son más negras por arriba, que se extiende hasta la garganta en las Antillas Neerlandesas. En algunas islas del litoral de Venezuela son enteramente de color negro ceniciento.

## Distribución y hábitat
Puede ser encontrado desde el sureste de México, por América Central, en Belice,Guatemala, Honduras, Nicaragua, Costa Rica y Panamá; en el Caribe, en Jamaica, Anguilla, Antigua y Barbuda, Aruba, Bahamas, Barbados, Bonaire, San Eustaquio y Saba, Islas Caimán, Cuba, Curaçao, Dominica, República Dominicana, Haití, Granada, Guadalupe, Martinica, Montserrat, Puerto Rico, San Cristóbal y Nieves, Santa Lucia, Isla de San Martín, San Vicente y las Granadinas, Trinidad y Tobago, Islas Turcas y Caicos, Islas Vírgenes Británicas, Islas Vírgenes de los Estados Unidos y estacionalmente en San Bartolomé e islas menores de litoral sureste de Estados Unidos; en América del Sur, en Colombia, Venezuela, Guyana, Surinam, Guayana Francesa, Brasil, Ecuador, Perú, Bolivia, Paraguay, hasta el noreste de Argentina y  norte de Uruguay.
Esta especie ocurre en casi cualquier área semiabierta, arbustiva o de bordes de bosque, tanto en regiones húmedas como bastante secas; en general es más numerosa en jardines, áreas perturbadas o matorrales, bosques ralos y manglares, es menos numerosa o ausente en matorrales áridos, y generalmente escasa o ausente de selvas húmedas extensivas. Es abundante en jardines y áreas floridas en muchas islas caribeñas y localmente dentro de selvas húmedas caribeñas, también en áreas secas (pero no áridas) a moderadamente húmedas en la región caribeña de Sudamérica; es bastante común en el árido alto valle del Marañón en Perú, pero está casi totalmente ausente del occidente de la Amazonia. Generalmente es más común y ampliamente diseminada en tierras bajas, pero puede ser encontrada localmente en altitudes de hasta 2400 a 2600 m en los Andes colombianos, peruanos y bolivianos.

## Comportamiento
Es un ave conspícua, activa y aparentemente nerviosa, que forrajea en todos los niveles y frecuentemente se congrega en árboles floridas. También frecuentan comedores de picaflores y pueden volverse muy atrevidas, saltanto en las mesas sin importarse con las personas, en busca de dulces o frutas.

### Alimentación
Se alimenta principalmente de néctar; también de pequeños frutos y bayas y unos pocos insectos. Forrajea solo o en parejas, puede juntarse a bandadas mixtas, pero la mayor parte del tiempo anda solo. Busca por néctar a cualquier altura, desde el nivel de los ojos hasta el dosel de árboles altos, probando dentro de flores o perforando la base de la corola tubular de las flores.

### Reproducción

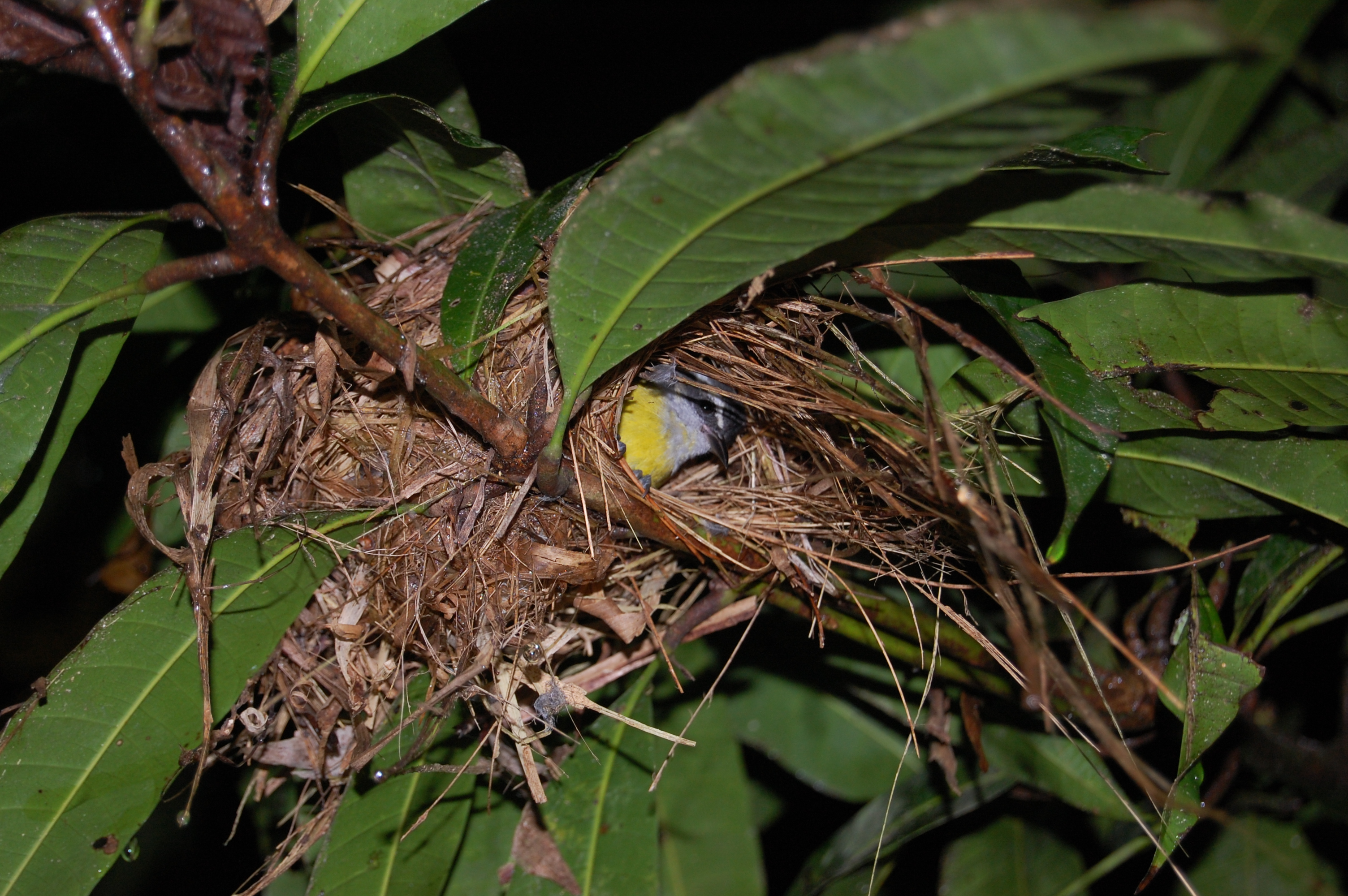
Platanero en su nido en la Península de Osa, Costa Rica.

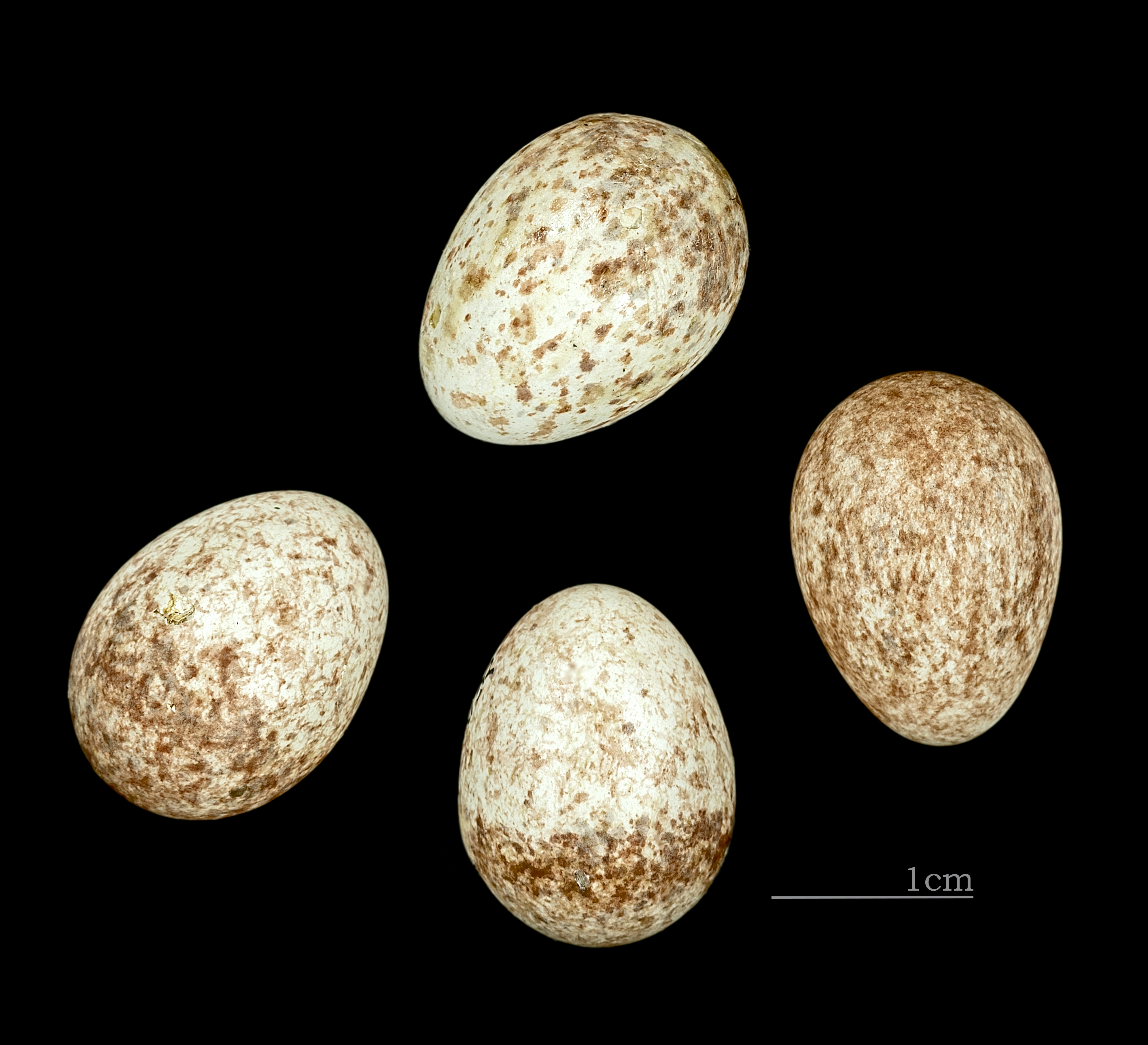
Huevos de Coereba flaveola.

La temporada reproductiva varía de acuerdo con la región, en algunas áreas ocurre durante todo el año, y pueden realizar dos y hasta tres puestas por año. El nido es esférico,  con orificio de entrada lateral y recubrimiento interior de pastos y una variedad de fibras vegetales, colocado a una altura de 1,5 a 4 m del suelo, más raramente llegando hasta los 15 m, los nidos a veces son reutilizados. También construyen nidos-dormitorio, y los nidos de puesta también son utilizados como dormitorio cuando no están reproduciendo. La puesta es de dos a cuatro huevos, opacos, con puntos y manchas marrones; la incubación, realizada solamente por la hembra dura entre doce y trece días; los pichones son alimentados por el macho y la hembra y abandonan el nido después de diecisiete a diecinueve días. Los juveniles no vuelven al nido para dormir pero pueden construir su propio nido-dormitorio o usar nidos abandonados de otras especies antes de adquirir el plumaje de adultos.

### Vocalización
Existen muchas y significativas variaciones geográficas. El canto corto puede consistir de una serie rápida de notas estridentes y bulliciosas, que pueden ser confundidas con otras aves como Dacnis, Conirostrum y hasta insectos.

## Sistemática

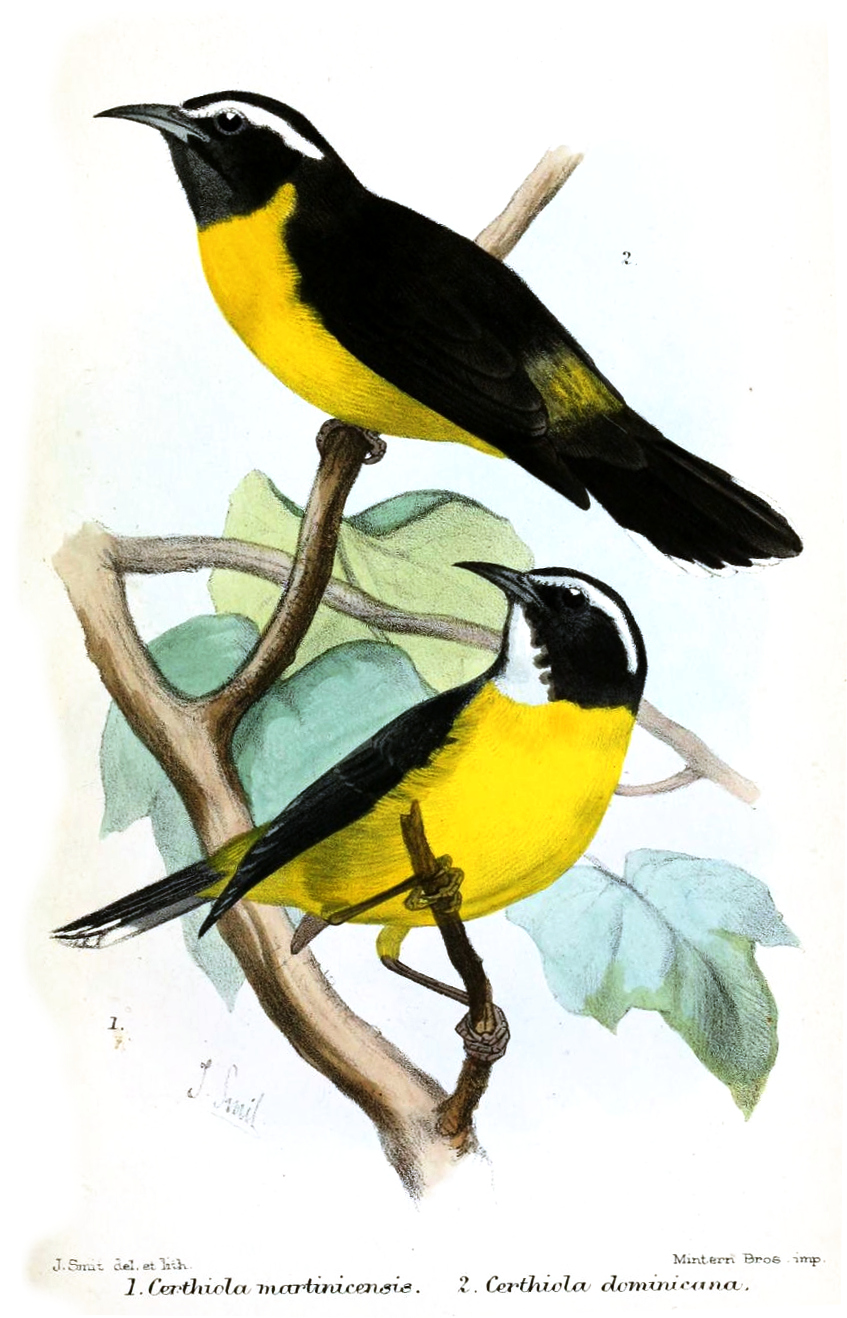
1. (abajo) Certhiola martinicensis= Coereba flaveola martinicana, 2. (arriba) Certhiola dominicana = Coereba flaveola bartholemica, ilustración de Smit para Catalogue of the birds in the British Museum, 1886.

### Descripción original
La especie C. flaveola fue descrita por primera vez por el naturalista sueco Carlos Linneo en 1758 bajo el nombre científico Certhia flaveola; su localidad tipo es: «Jamaica».
El género Coereba fue propuesto por el naturalista francés Louis Pierre Vieillot en 1809.

### Etimología
El nombre genérico femenino Coereba se supone que deriva del nombre tupí «guira coereba» designando a un pequeño pájaro azul, negro y amarillo; y el nombre de la especie «flaveola» proviene del latín  «flaveolus», diminutivo de «flavus»: amarillo, dorado.

## Nombre común
Aparte de platanero, el nombre adjudicado por la Sociedad Española de Ornitología, se le denomina también reinita o reinita común (en Puerto Rico, Cuba y Venezuela), mielero (en Argentina, Paraguay y Uruguay), mielero común (en Perú y Colombia), azucarero (en Colombia), reinita mielera (en Costa Rica y México), cigüita o cigüita común (en la República Dominicana), pincha (en la República Dominicana), bananaquit (en Honduras), mielero cejiblanco (en Nicaragua), mielero reinita (en Panamá) o mielero flavo (en Ecuador).

## Taxonomía
Hasta recientemente, las relaciones de Coereba permanecían sin resolución, y fue tratada temporariamente en una familia propia Coerebidae. Algunos autores la habían incluido en Parulidae y otros dentro de Thraupidae. Los datos genéticos más recientes (Burns et al. 2002, 2003) suministraron un fuerte soporte para un grupo monofilético formado por Coereba, Tiaris, y los pinzones de Galápagos (Certhidea, Platyspiza, Camarhynchus y Geospiza, e incluyendo Pinaroloxias), así como también los géneros caribeños Euneornis, Loxigilla, Loxipasser, Melanospiza y Melopyrrha anteriormente colocados en Emberizidae; este grupo parece embutido dentro del linaje de los tráupidos. En la Propuesta N° 98 al Comité de Clasificación de Sudamérica (SACC) se aprobó el abandono de la familia Coerebidae y en la Propuesta N° 126 se aprobó mover el presente género junto a Tiaris y los pinzones de Galápagos, temporariamente en una categoría incertae sedis. Finalmente, los estudios de Barker et al. (2013) y Burns et al. (2014) confirmaron fuertemente la monofilia del clado descrito más arriba y propusieron el nombre de una subfamilia Coerebinae, para designarlo, y su inclusión en la familia Thraupidae, posición que es actualmente seguida por todas las clasificaciones. 
El elevado número de subespecies, muchas restringidas a pequeñas islas del Caribe, probablemente está sujeto a revisión; algunas subespecies o grupo de subespecies, tal vez merezcan el rango de especies, mientras otras, muy pobremente diferenciadas podrían ser unificadas; por ejemplo, roraimae podría ser incluida en guianensis y alleni en chloropyga.

### Subespecies
Según las clasificaciones del Congreso Ornitológico Internacional (IOC) y Clements Checklist/eBird v.2019 se reconocen 41 subespecies, divididas en algunos grupos monotípicos o politípicos, con su correspondiente distribución geográfica:
- Grupo monotípico bahamensis:
  - Coereba flaveola bahamensis (Reichenbach, 1853) – Bahamas e Isla Gran Turca.

- Grupo monotípico caboti:
  - Coereba flaveola caboti (Baird, 1873) – este de México.

- Grupo politípico flaveola:
  - Coereba flaveola bananivora (Gmelin, 1789) – Haití e República Dominicana.
  - Coereba flaveola flaveola (Linnaeus, 1758) – Jamaica.
  - Coereba flaveola nectarea Wetmore, 1929 – Isla de la Tortuga, Haití.
  - Coereba flaveola oblita Griscom, 1923 – Isla de San Andrés, Colombia.
  - Coereba flaveola sharpei (Cory, 1886) – Islas Caimán
  - Coereba flaveola tricolor (Ridgway, 1884) – Isla de Providencia, Colombia.

- Grupo monotípico portoricensis:
  - Coereba flaveola portoricencis (Bryant, 1866) – Puerto Rico.

- Grupo politípico bartholemica:
  - Coereba flaveola barbadensis (Baird, 1873) – Barbados.
  - Coereba flaveola bartholemica (Sparrman, 1788) – norte de las Antillas menores.
  - Coereba flaveola martinicana (Reichenbach, 1853) – Martinica; Santa Lucia.
  - Coereba flaveola newtoni (Baird, 1873) – Saint Croix, Islas Vírgenes.
  - Coereba flaveola sanctithomae (Sundevall, 1870) – Islas Vírgenes (incluyendo Vieques y Culebra en Puerto Rico.
  - Coereba flaveola uropygialis Berlepsch, 1892 – Aruba e Curaçao.

- Grupo monotípico atrata:
  - Coereba flaveola atrata (Lawrence, 1878) – San Vicente.

- Grupo monotípico aterrima:
  - Coereba flaveola aterrima (Lesson, 1830) – Granada y Granadinas.

- Grupo monotípico lowii:
  - Coereba flaveola lowii Cory, 1909 – Archipiélago Los Roques, Venezuela.

- Grupo politípico laurae/melanornis:
  - Coereba flaveola melanornis Phelps & Phelps Jr., 1954 – Cayo Sal, Falcón, noroeste de Venezuela.
  - Coereba flaveola laurae Lowe, 1908 – Isla Testigo Grande e Isla Conejo, Venezuela.

- Grupo politípico luteola:
  - Coereba flaveola mexicana (P.L. Sclater, 1857) – sureste de México al oeste de Panamá.
  - Coereba flaveola cerinoclunis Bangs, 1901) – Isla Pearl, Panamá.
  - Coereba flaveola columbiana (Cabanis, 1866) – este de Panamá al suroeste de Colômbia, sur de Venezuela.
  - Coereba flaveola bonairensis Voous, 1955 – Bonaire.
  - Coereba flaveola ferryi Cory, 1909 – Isla La Tortuga, Venezuela.
  - Coereba flaveola frailensis Phelps & Phelps, Jr, 1946 – Isla Puerto Real, Venezuela.
  - Coereba flaveola luteola (Cabanis, 1850) – norte de Colômbia, norte de Venezuela, Trinidad y Tobago.
  - Coereba flaveola obscura Cory, 1913 – noreste de Colômbia y oeste de Venezuela.
  - Coereba flaveola minima (Bonaparte, 1854) – este de Colombia, sur de Venezuela, las Guayanas, norte de Brasil.
  - Coereba flaveola montana Lowe, 1912 – altitudes del oeste de Venezuela (Mérida y Táchira}.
  - Coereba flaveola caucae Chapman, 1914 – alto valle del Cauca, oeste de Colombia.
  - Coereba flaveola gorgonae Thayer & Bangs, 1905 – Isla Gorgona, Colombia.
  - Coereba flaveola intermedia (Salvadori & Festa, 1899) – suroeste de Colômbia, norte de Perú, sureoste de Venezuela, oeste de Brasil.
  - Coereba flaveola bolivari J.T. Zimmer & Phelps, 1946 – este de Venezuela (bajo valle del Orinoco).
  - Coereba flaveola guianensis (Cabanis, 1850) – este de Venezuela (Bolívar) y adyacente Guyana.
  - Coereba flaveola roraimae Chapman, 1929 – Tepuyes del sureste de Venezuela, noroeste de Brasil y suroeste de Guyana.
  - Coereba flaveola pacifica Lowe, 1912 – noroeste árido de Perú.
  - Coereba flaveola magnirostris (Taczanowski, 1880) – norte de Perú (alto valle del Marañón).
  - Coereba flaveola dispar J.T. Zimmer, 1942 – del centro de Perú al noroeste de Bolivia.
  - Coereba flaveola chloropyga (Cabanis, 1850) – sur de Perú, hasta Bolivia, Paraguay, hasta el este y sur de Brasil, noreste de Argentina y norte de Uruguay.
  - Coereba flaveola alleni Lowe, 1912 – meseta del centro de Brasil (Mato Grosso) y este de Bolivia.

### Galería de subespecies

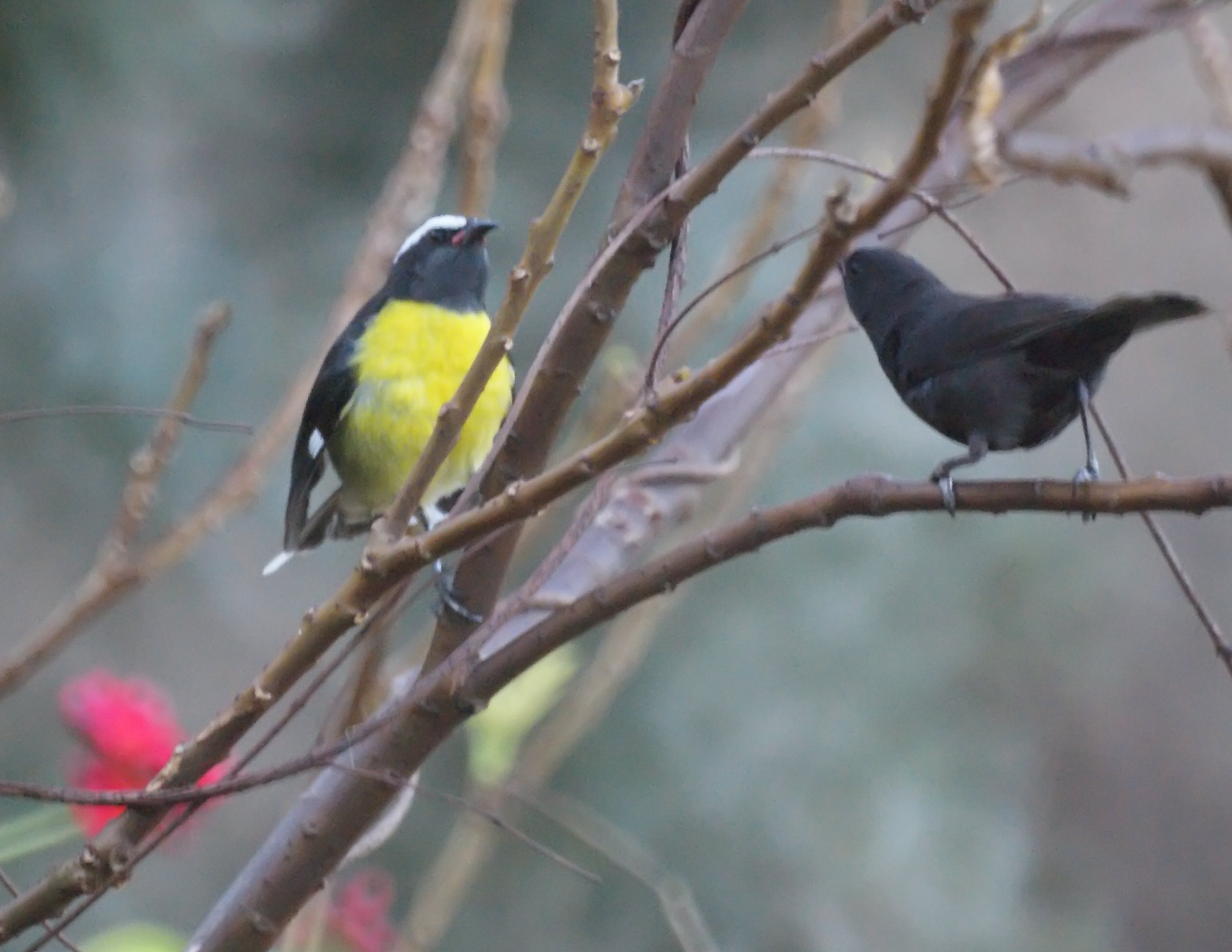
C. f. aterrima ("normal" y morfo oscuro), en Granada
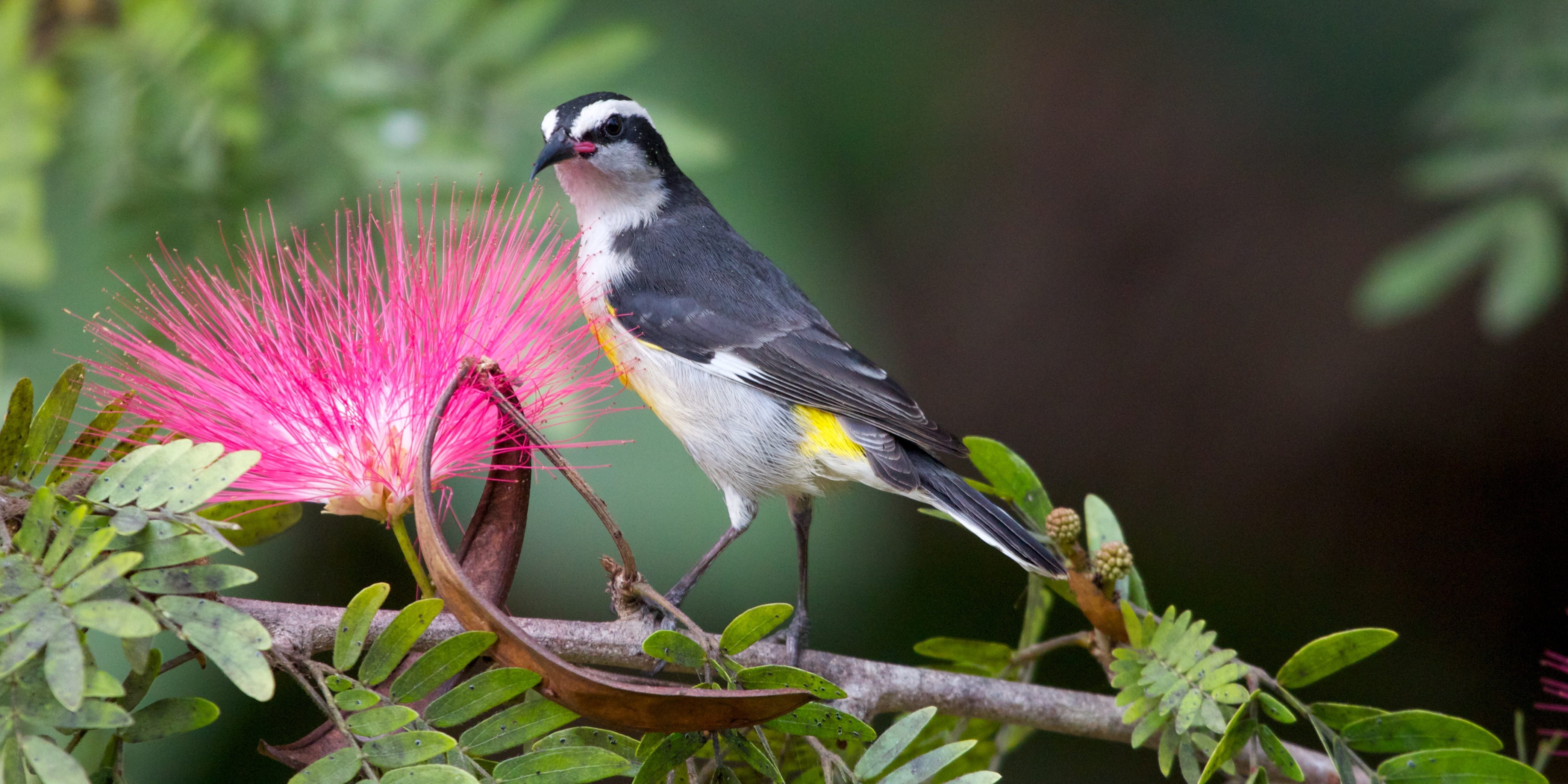
C. f. bahamensis, en Bahamas.
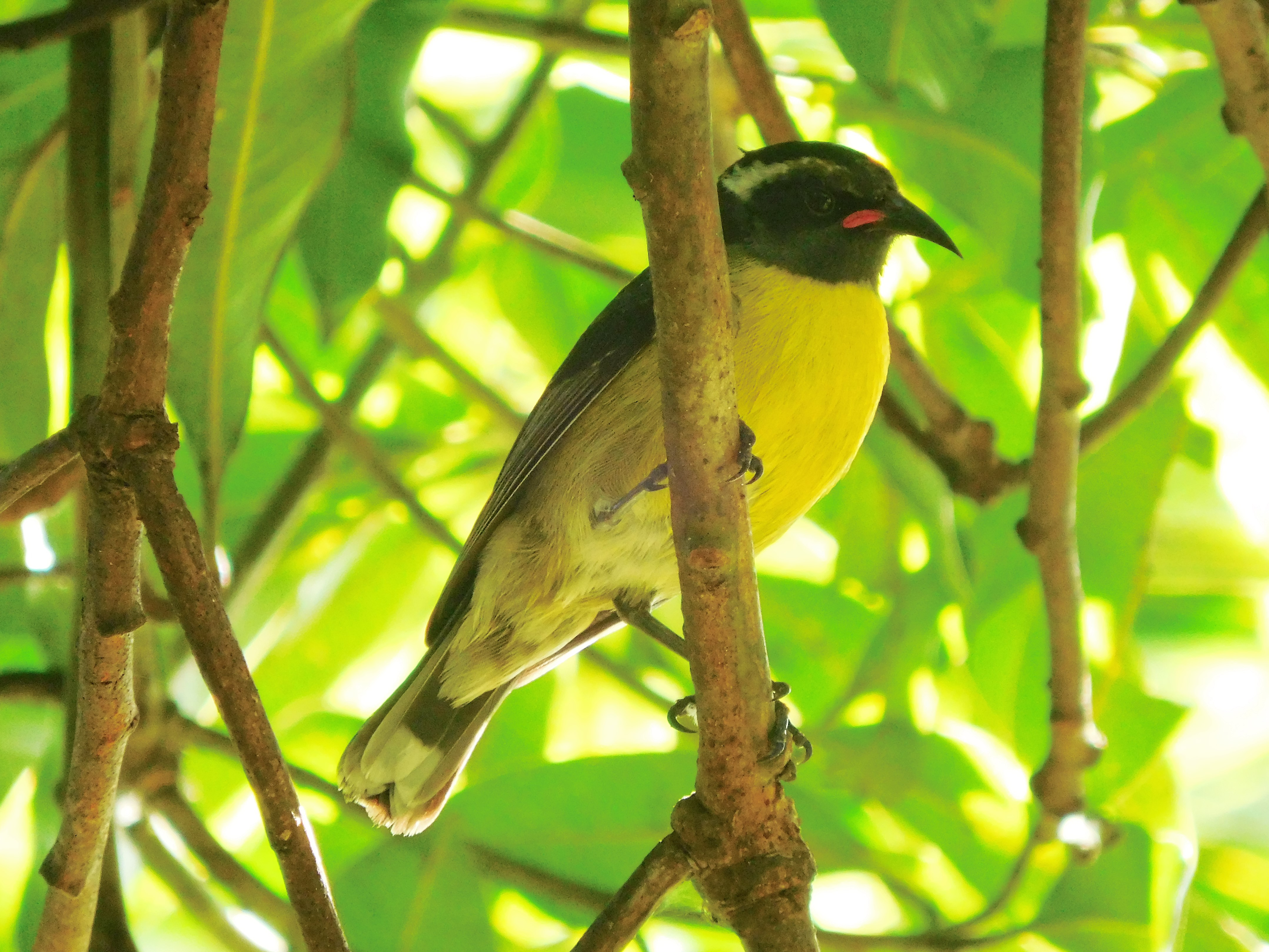
C. f. bartholemica, en Guadalupe
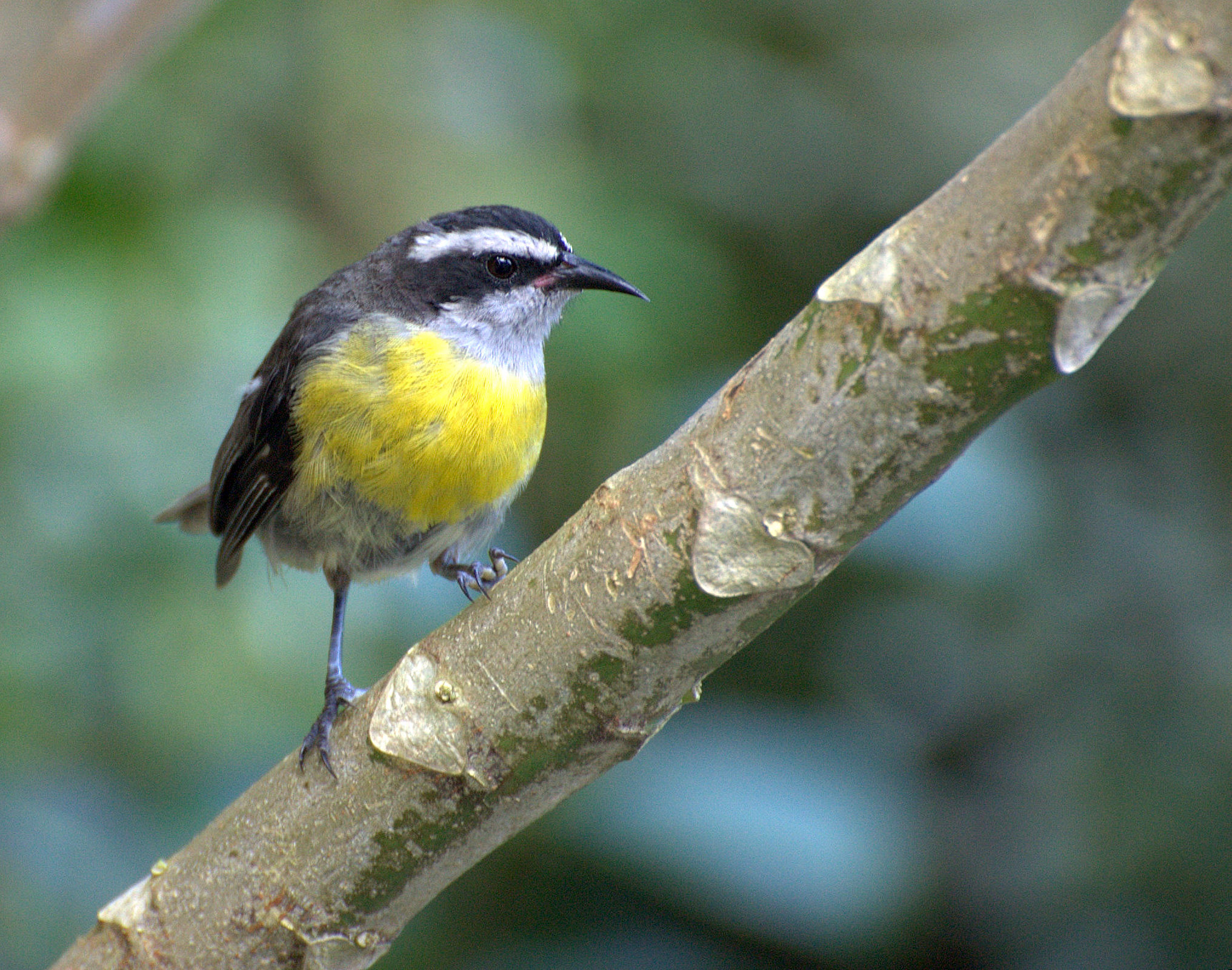
C. f. chloropyga, en São Paulo, Brasil.
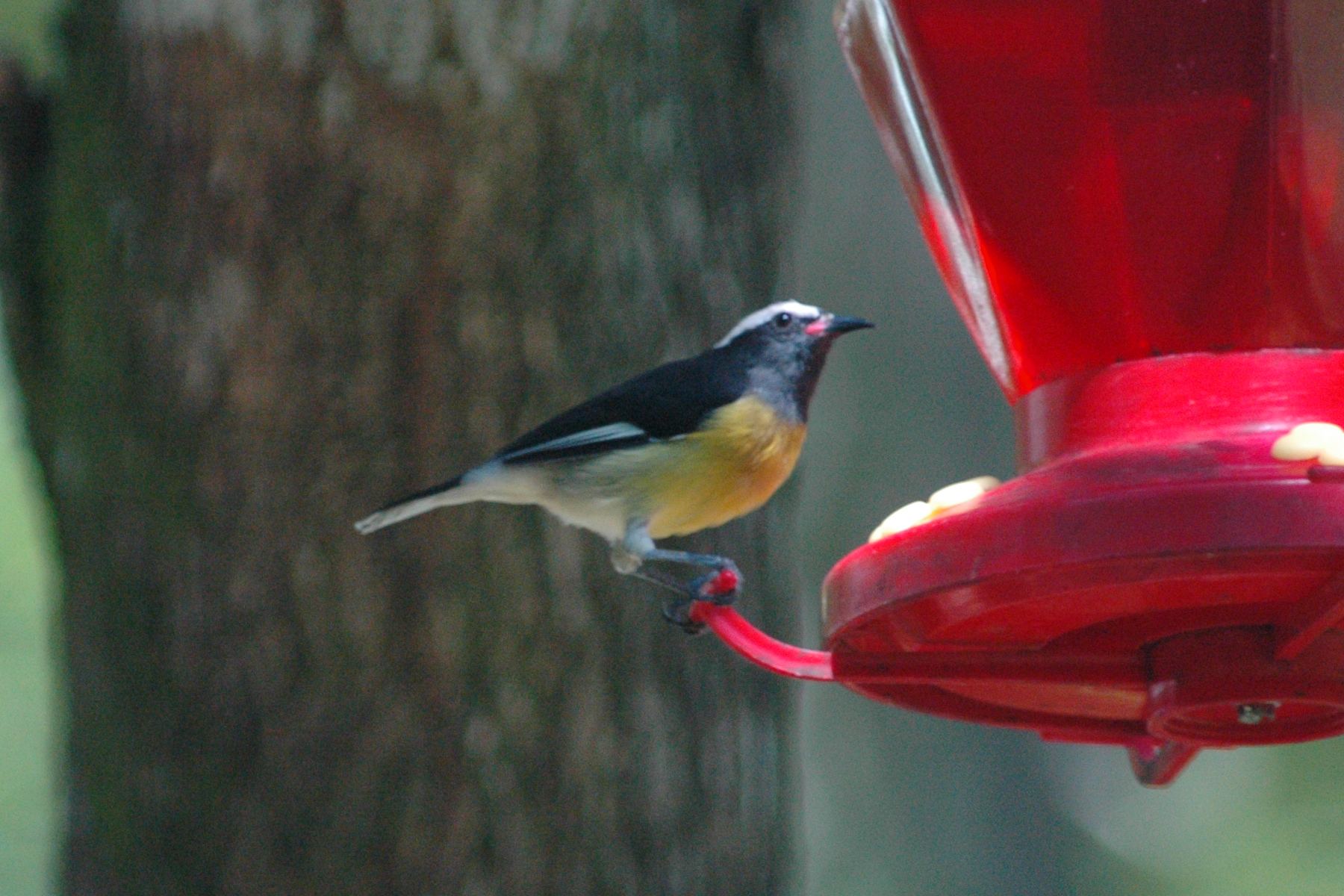
C. f. flaveola, en Jamaica.
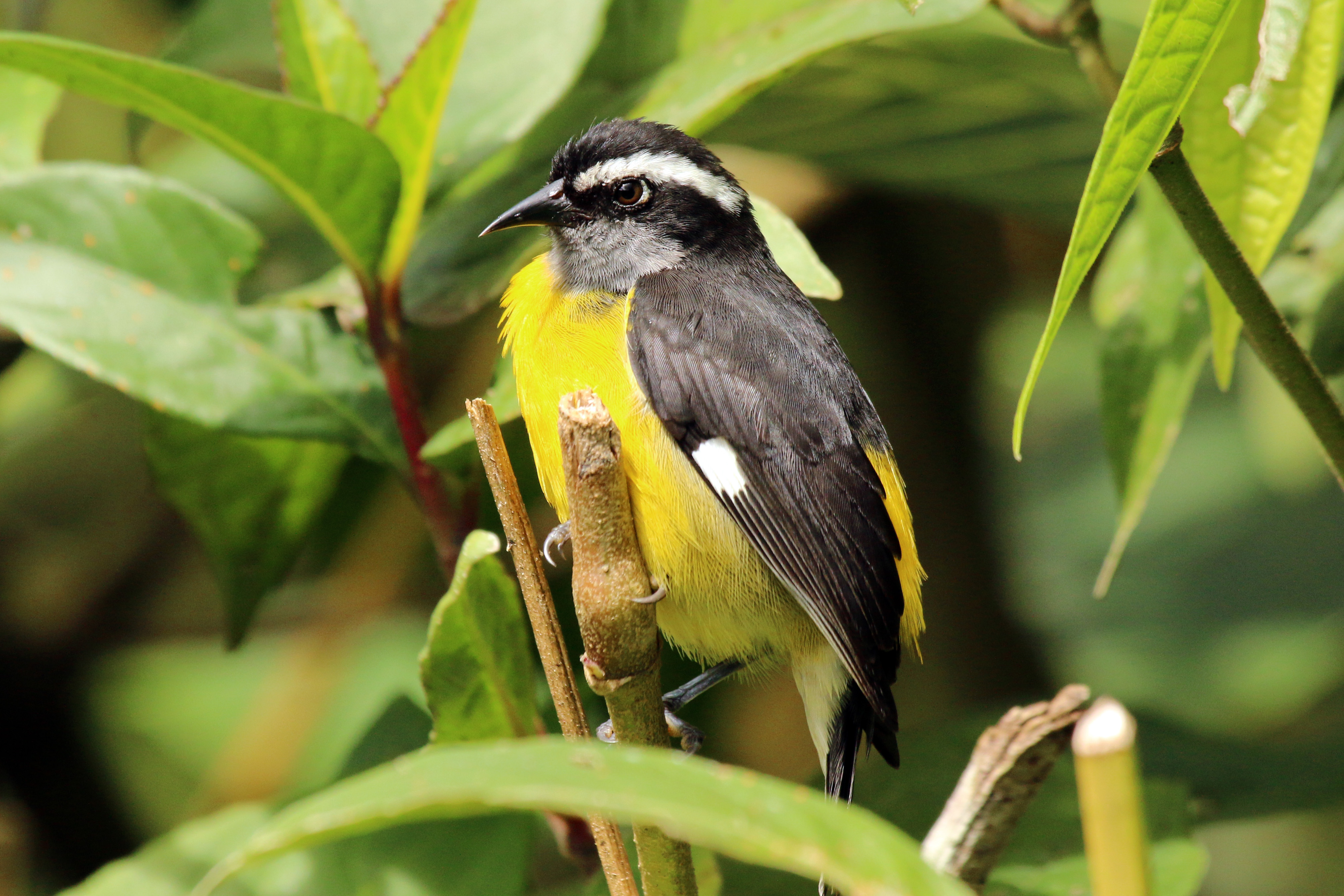
C. f. luteola, en Trinidad.
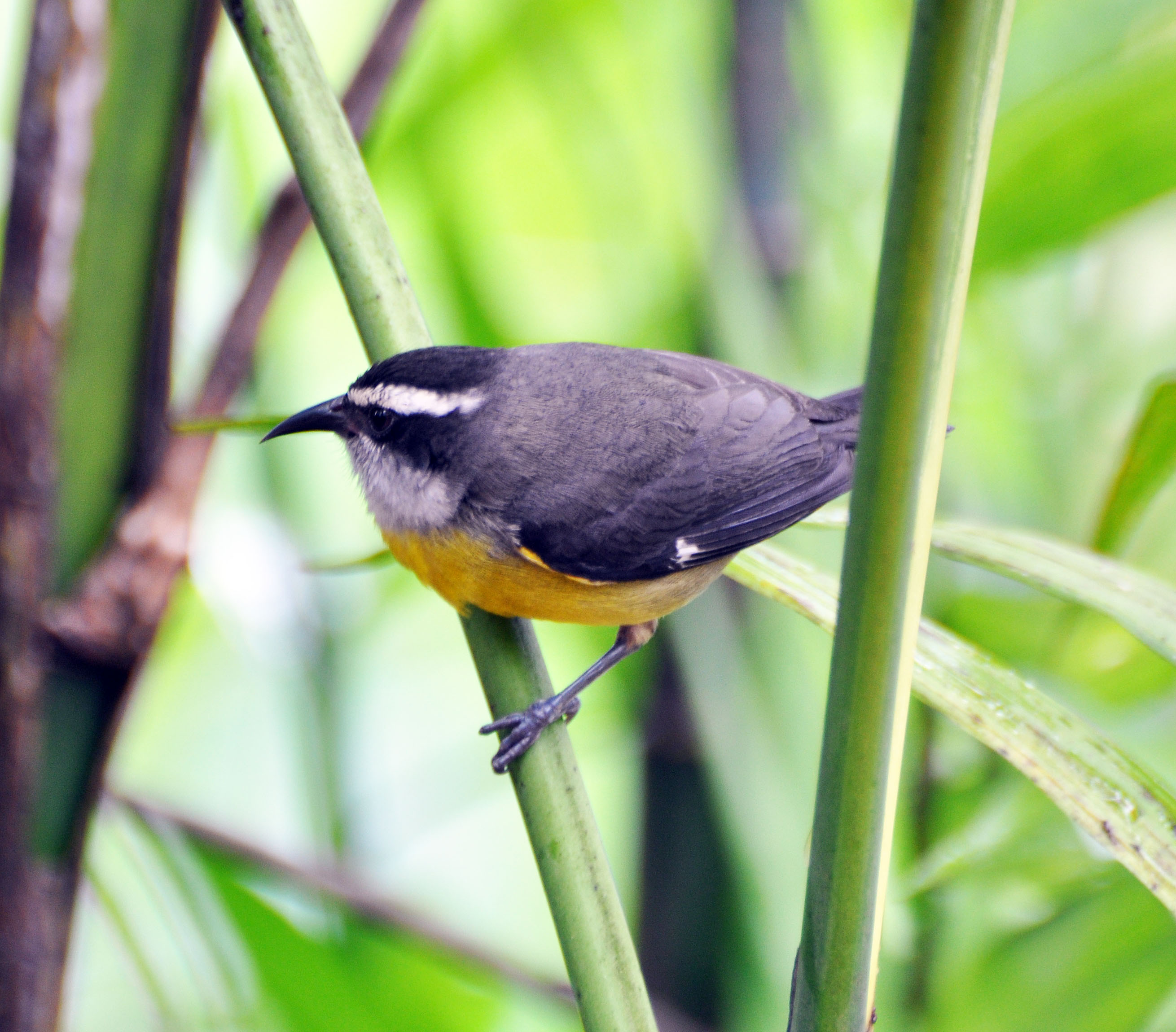
C. f. mexicana, en Costa Rica.
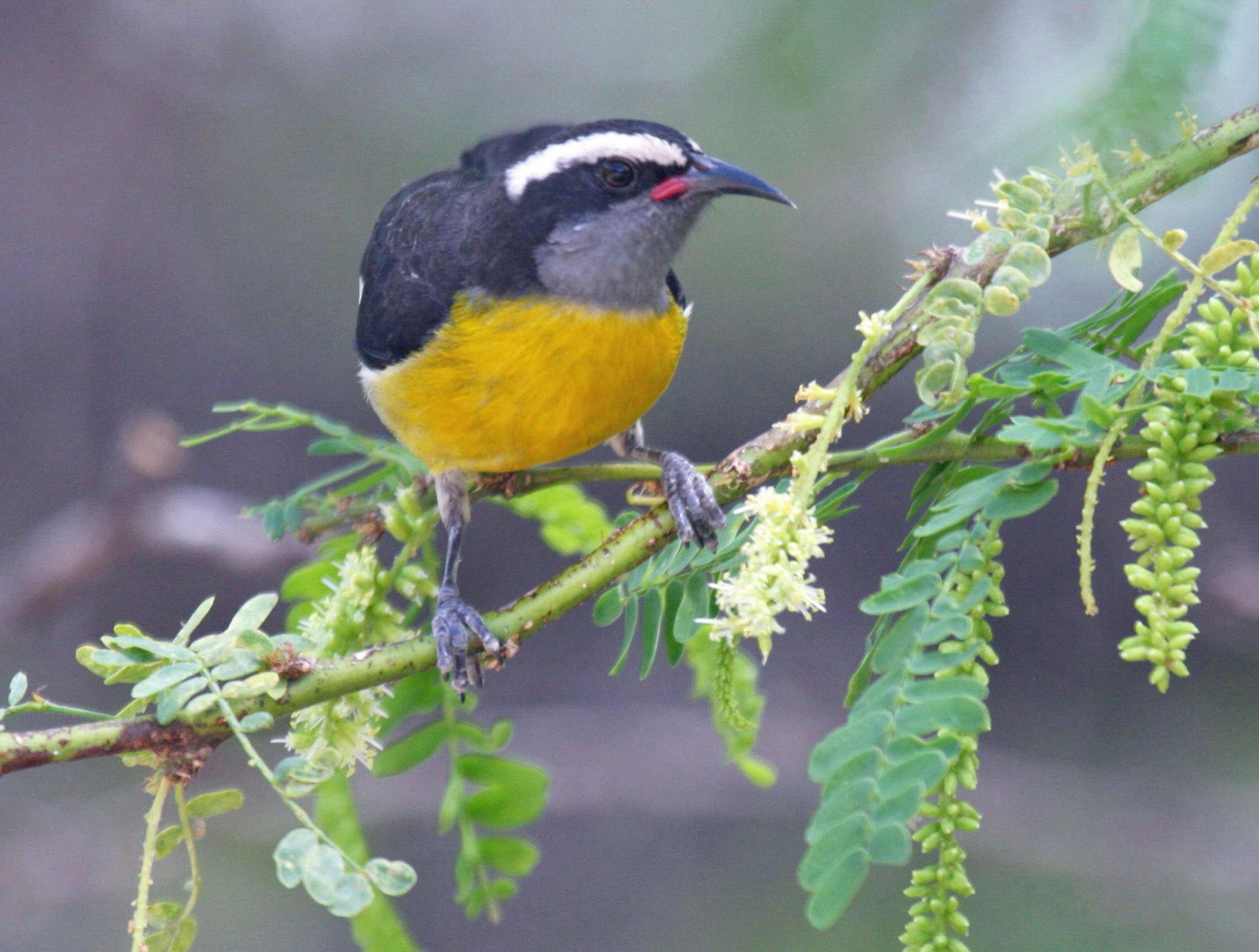
C. f. portoricensis, en Puerto Rico.
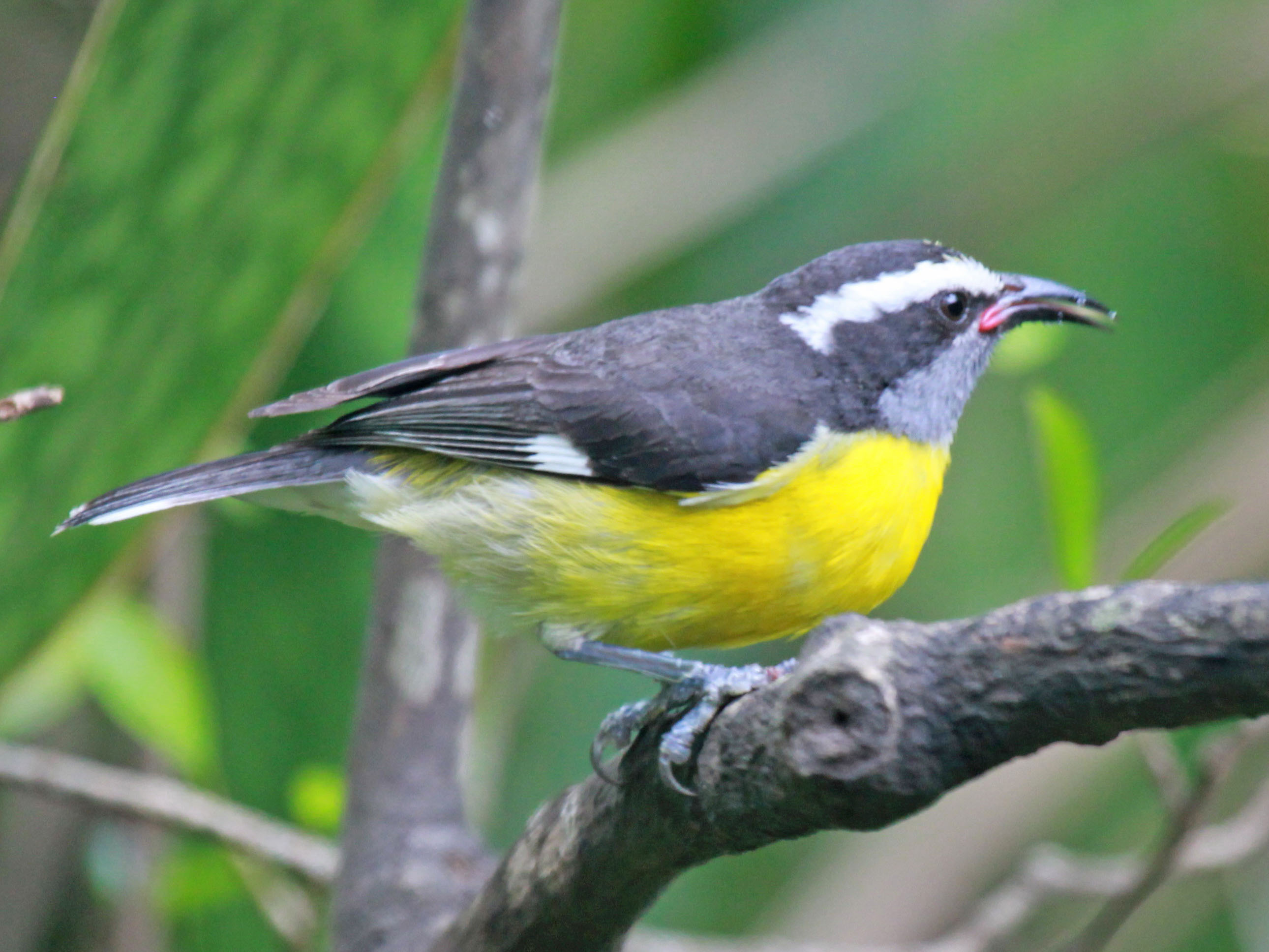
C. f. sanctithomae, en Saint John, Islas Vírgenes.
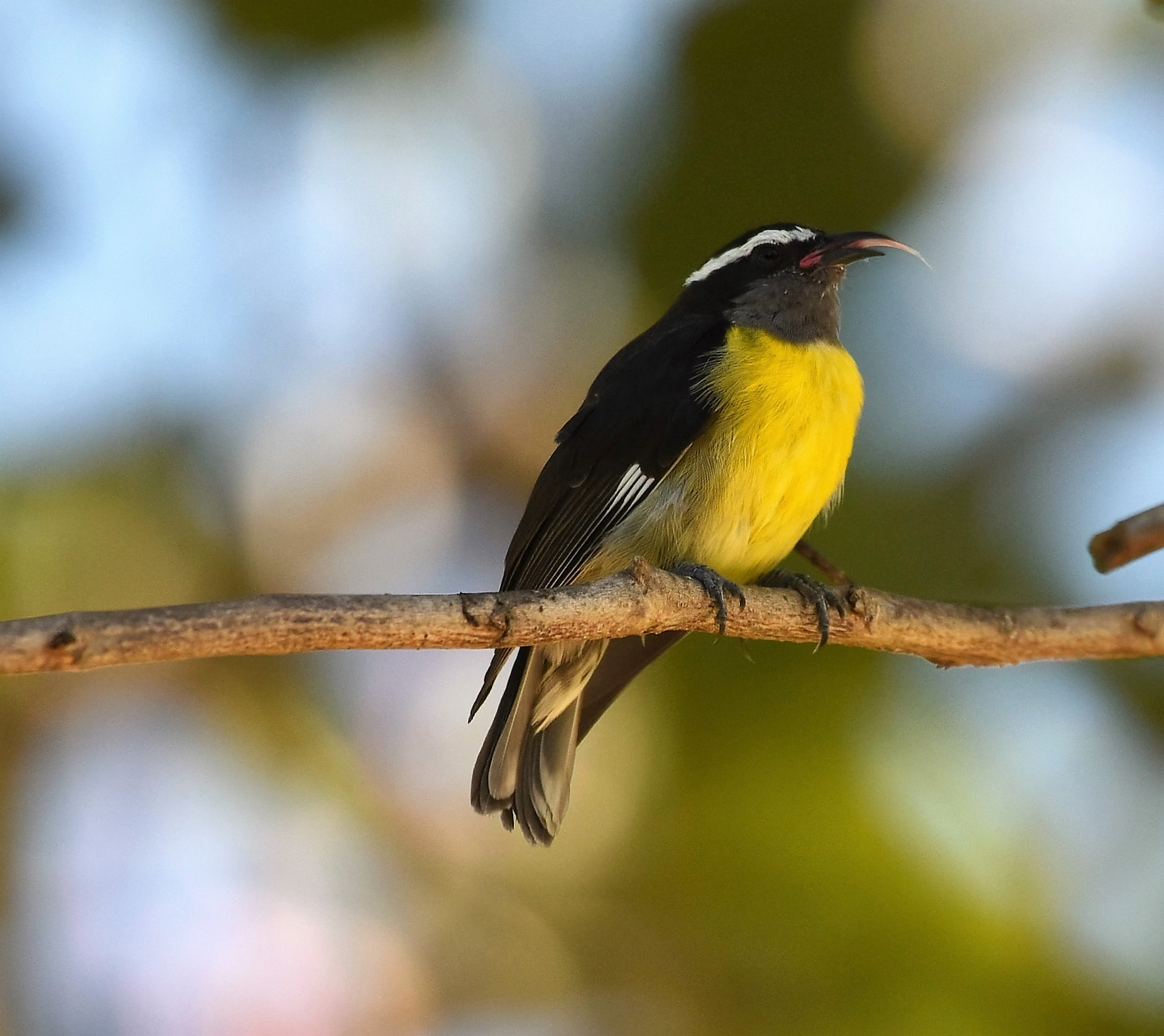
C. f. bananivora, en la República Dominicana.
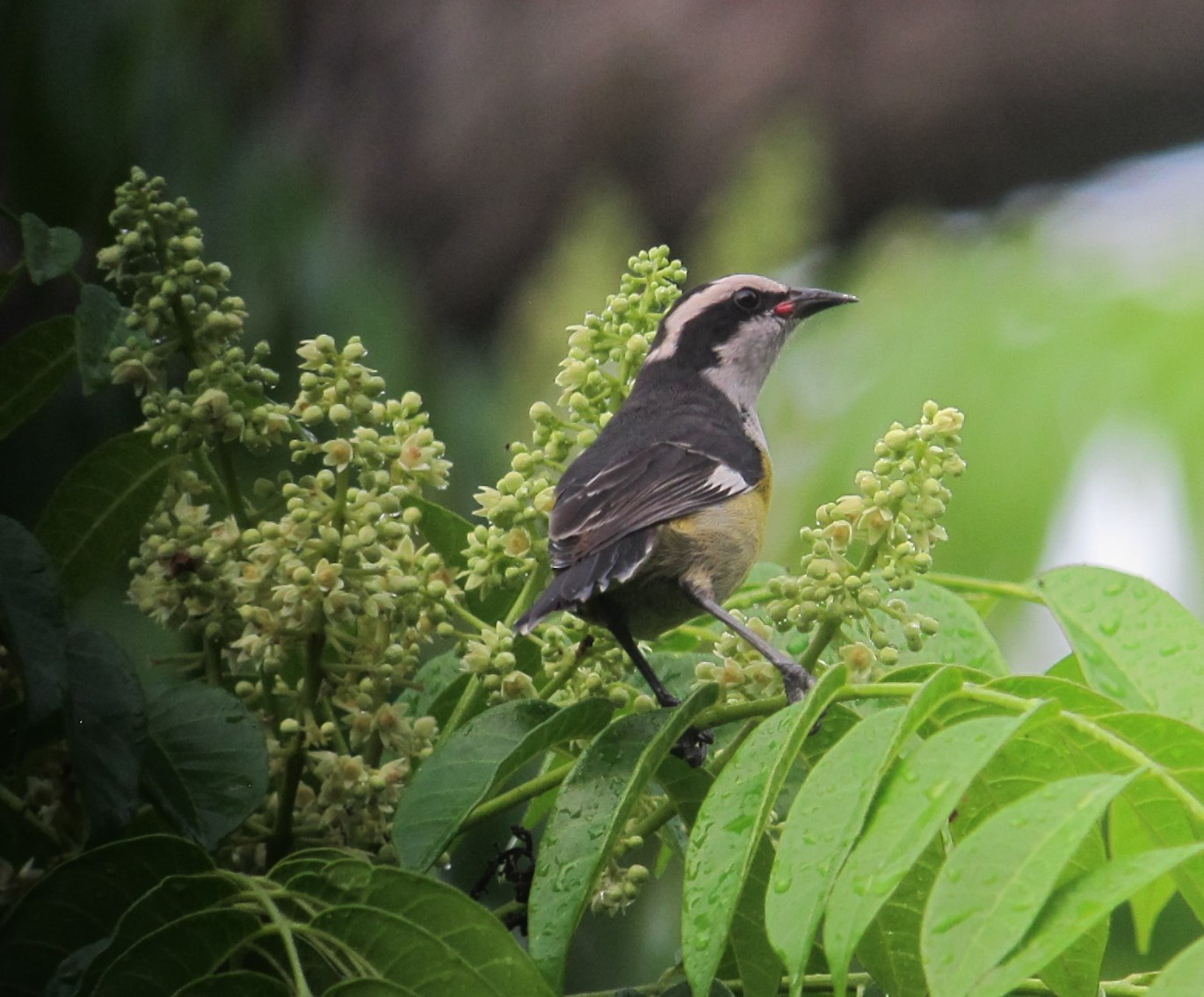
C. f. oblita en San Andrés.